# Віртуальна дівчина
«Віртуальна дівчина» (англ. Virtual Girl) — науково-фантастичний роман американської письменниці Емі Томсон, вперше надрукований 1993 року видавництвом Ейс Букс. Розповідається про незаконно створеного робота зі штучним інтелектом. Емі за цей роман отримала премію Джона В. Кемпбелла найкращому новому письменнику-фантасту.